# Tohunga
In der traditionellen Kultur der Māori von Neuseeland ist ein Tohunga ein sachverständiger Praktiker jeder nur denkbaren Fähigkeit oder Kunst, sei es im Rahmen der Religion oder auf anderen Gebieten. Tohunga können also sowohl sachverständige Priester, als auch Heiler, Nautiker, Hausbauer, Künstler, Bootsbauer, Lehrer oder Berater sein. Die gleichwertige Bezeichnung in der hawaiischen Kultur ist „Kahuna“ (siehe Huna).
Im Rahmen der polynesischen Gesellschaftsordnung nahmen die Sachverständigen die zweithöchste Stellung nach den Königen und Häuptlingen ein. Ihr Wissen wurde innerhalb der Familie von Generation zu Generation weitergegeben.

## Terminologie
Einige Beispiele gemäß Sir Peter Buck (Buck 1974, Seite 474)
- Tohunga ahurewa: Priester der höchsten Kategorie.
- Tohunga kiato: Priester der niedrigsten Kategorie.[1]
- Tohunga matakite: Weissager, Seher.
- Tohunga whakairo: Hausbauer.
- Tohunga tātai arorangi: Sternenkundiger.
- Tohunga tārai waka: Bootsbauer.
- Tohunga puna ora: Heiler, Medizinmann[2]